# Mányik
Mányik (románul: Manic) falu Romániában, Erdélyben, Beszterce-Naszód megyében, a Mezőség keleti részén.

## Nevének eredete
A Domokos férfinév szláv változatából ered. Először 1329-ben, terra Manik formában említik, majd 1332-ben Monich, 1600-ban pedig Körtvélyes-Manyik.

## Története
Első birtokosa a Zsombor nemzetség volt, majd a 14–15. században a Manyiki család. A középkorban Doboka vármegyei magyar jobbágyfalu. A 16. század második felében unitárius hitre tért. Beleolvadt a közvetlenül mellette feküdt Körtvélyes falu. 1602–1603-ban Géczi Péter hajdúi elpusztították. 1643-ban református filia volt. A 18. század elején románok települtek be. 1750-ben 24 jobbágy, 16 zsellér és 6 szegény férfi lakosa volt. 1754-ben ismét puszta. 1839-ben a Kemény család birtokolta. 1876-ban Szolnok-Doboka vármegyéhez csatolták.

## Népessége
- 1900-ban 543 lakosából 497 volt román és 35 magyar anyanyelvű; 486 görögkatolikus, 18 református, 15 zsidó és 12 ortodox vallású.
- 2002-ben 297 román nemzetiségű lakójából 294 volt ortodox vallású.

## Nevezetességek
- Horgásztó.

## Képek

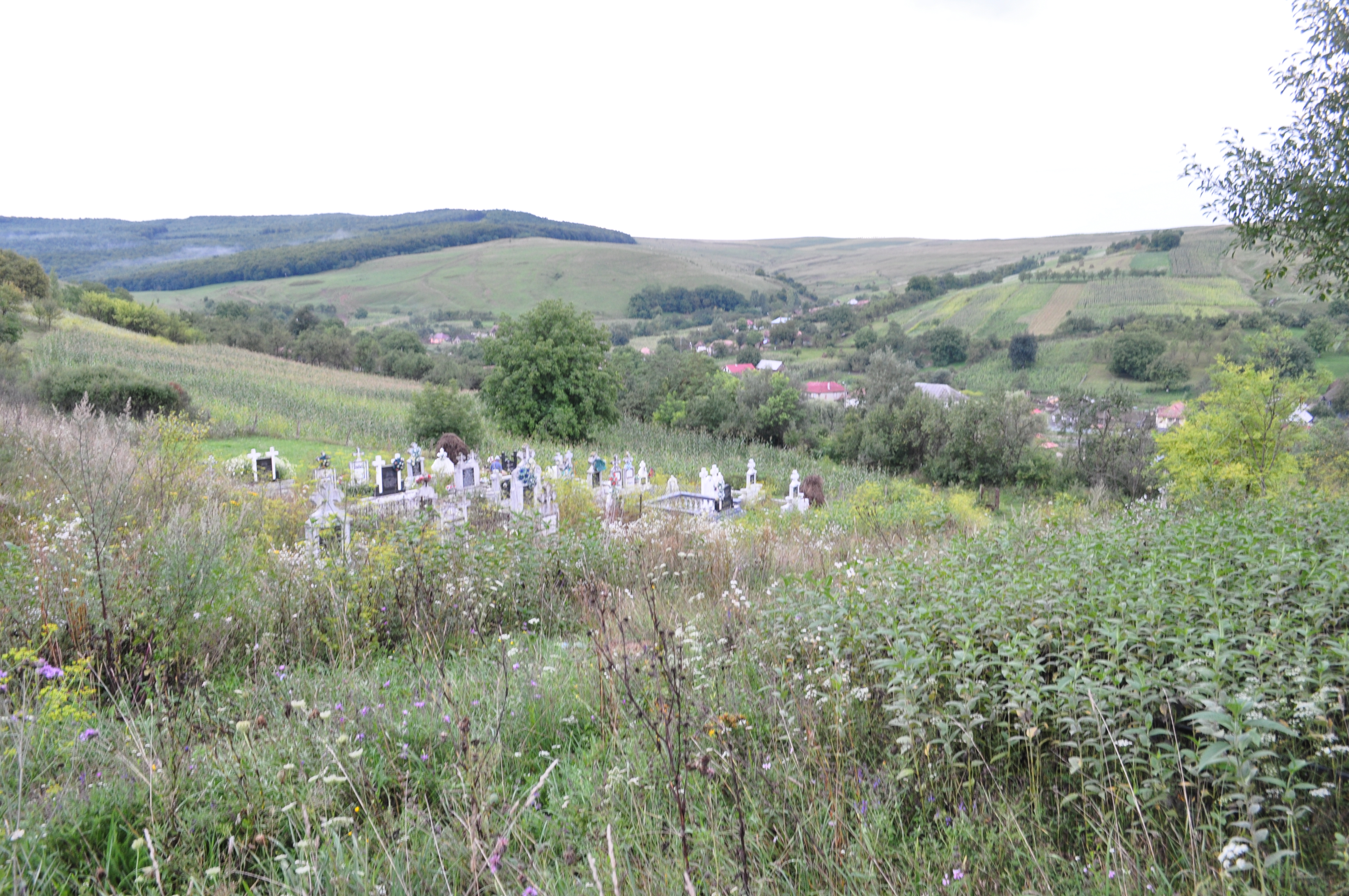
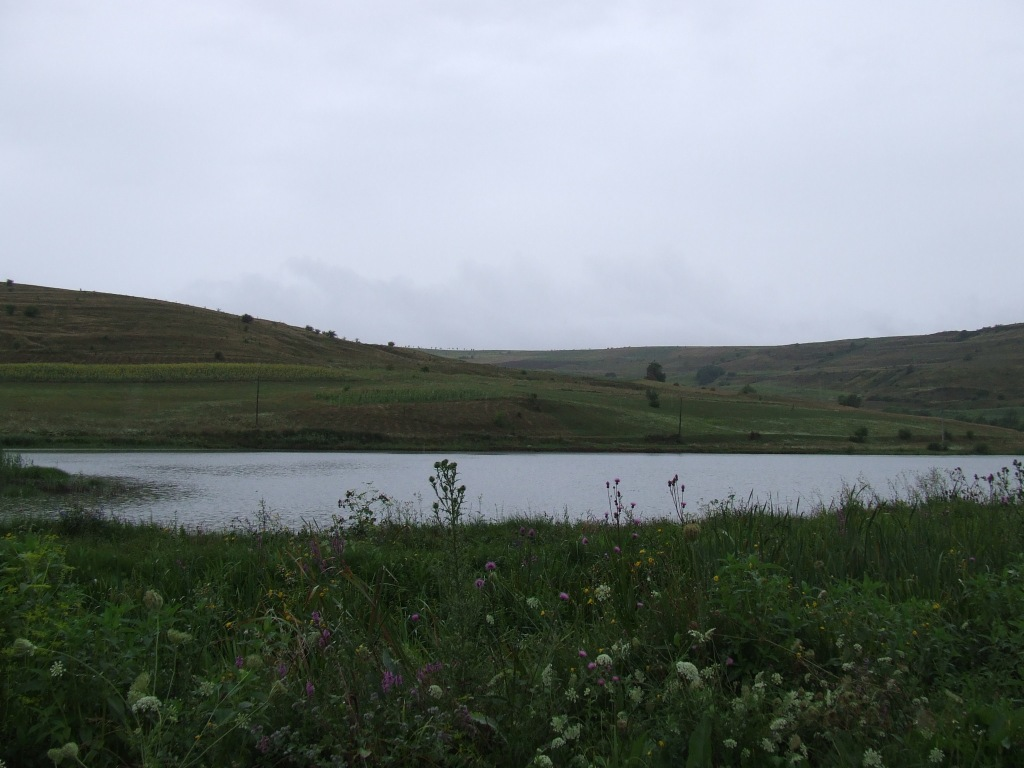
Tó Mányik mellett